# Bandera de Sant Miquel de Balenyà
La bandera oficial de Sant Miquel de Balenyà té la descripció següent:
| « | Bandera apaïsada, de proporcions dos d'alt per tres de llarg, blanca, amb el gallaret de quatre pètals vermells, botonat de negre, d'alçària i amplària 3/5 de l'alçària del drap, posat a 1/10 de la vora superior i a 1/6 de la de l'asta; amb dues faixes iguals negres, cadascuna de gruix 1/20 de l'alçària del drap, la de dalt, posada a 1/20 del pètal inferior del gallaret, i la segona, a 1/10 de la vora inferior del drap; i amb un pal blanc de gruix 2/9 de la llargària del drap, a la vora del vol. | » |

## Història
Fou aprovada per la Generalitat el 12 de febrer de 2021 i publicada al DOGC el 19 de febrer amb el número 8345.